# ジョージ・バウワー
ジョージ・バウワー（George Bower、1992年5月28日 - ）は、スーパーラグビー・パシフィッククルセイダーズに所属するラグビーユニオン選手。

## プロフィール
- ニュージーランド・ロワー・ハット出身[1]。
- ポジションはプロップ(PR)。
- 身長 183cm、体重 115kg
- 南島代表に選ばれたことがある。
- ニュージーランド代表キャップは19（2022年10月現在）。

## 略歴
オタゴを経て、2019年、クルセイダーズに加入。